# Kirchberg am Wechsel

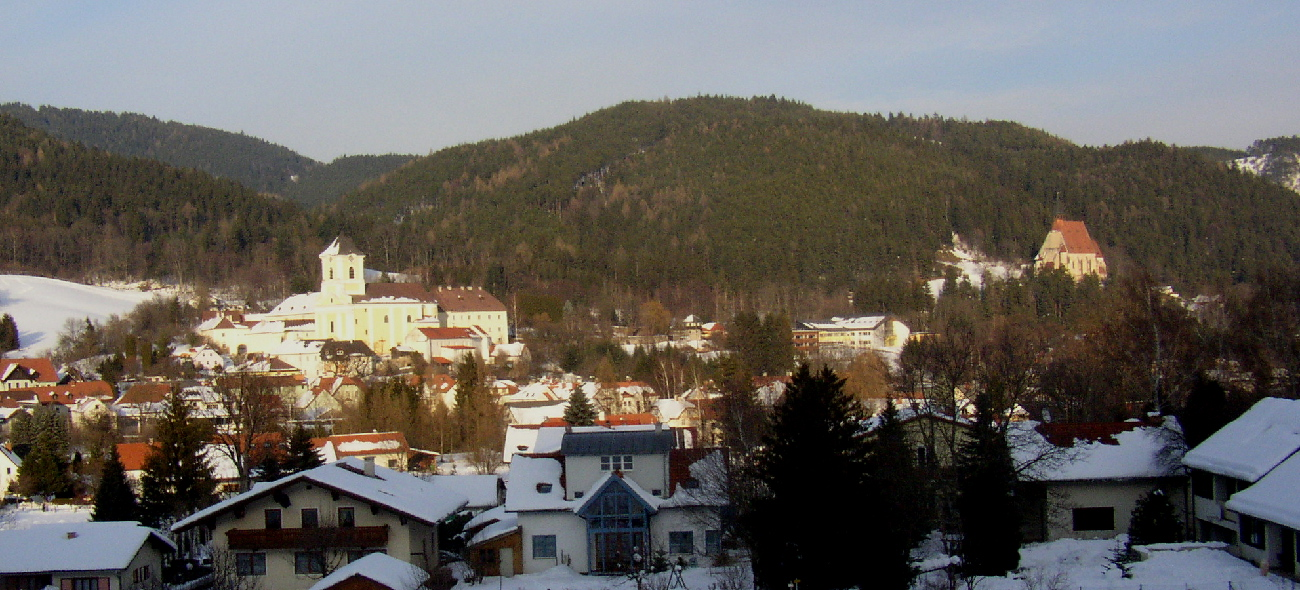
Blick über Kirchberg am Wechsel

Kirchberg am Wechsel ist eine Marktgemeinde mit 2519 Einwohnern (Stand 1. Jänner 2025) im Bezirk Neunkirchen in Niederösterreich.

## Geographie
Kirchberg am Wechsel liegt im Industrieviertel in Niederösterreich rund 100 Kilometer südlich von Wien im Tal des Otterbaches, der sich am Ostende von Kirchberg mit dem Molzbach zur Feistritz vereinigt, am Fuß des Wechsels. Die Fläche der Marktgemeinde umfasst 51,17 Quadratkilometer; etwa 68 Prozent der Fläche sind bewaldet.

### Gemeindegliederung
Das Gemeindegebiet gliedert sich in fünf Ortschaften (in Klammern Einwohnerzahl Stand 1. Jänner 2025):
- Alpeltal (42)
- Kirchberg am Wechsel (1838)
- Kranichberg (141)
- Lehen (166)
- Molzegg (123)
- Ofenbach (209)

Die Marktgemeinde Kirchberg am Wechsel umfasst sechs Katastralgemeinden (Fläche Stand 31. Dezember 2023):
- Alpeltal (282,38 ha)
- Kirchberg (1.170,49 ha) mit den Ortsteilen Au, Markt, Molz, Rammergraben, Sachsenbrunn, Sellhof, Stein, Tratten, Weyer und Wieden Wiese
- Kranichberg (1.002,8 ha) mit den Ortsteilen Baumthal, Eselberg, Friedersdorf, Kiengraben, Oberer Kirchgraben, Kreith, Kreithberg, Pucha, Pyhra und Rams
- Lehen (714,3 ha) mit den Ortsteilen Nebelsbach und Steinbach
- Molzegg (1.574,78 ha) mit den Ortsteilen Kampsteiner Schwaig, Kreuzbauern, Molz und Steyersberger Schwaig
- Ofenbach (372,15 ha) mit den Ortsteilen Eigenberg und Wieden

In den einzelnen Katastralgemeinden ist der Waldanteil unterschiedlich groß:
Molzegg hat mit 83 % seiner Bodenfläche den meisten Wald, gefolgt von Kranichberg, Alpeltal, Lehen und Ofenbach; Kirchberg hat mit 49 % die geringste Waldfläche.
Ein Viertel des Bodens wird landwirtschaftlich genutzt (Felder, Wiesen). Hier liegt Kirchberg mit 39 % an der Spitze, Molzegg dagegen nutzt nur 12 % seiner Fläche als Grünland und Äcker. Die restlichen 6 % des Bodens sind sonstige Flächen (Verkehrswege und Ähnliches), Bauflächen, Almen und Gärten.

### Nachbargemeinden
| Raach am Hochgebirge  | Altendorf                                   | Warth                |
| Otterthal Trattenbach | Kompassrose, die auf Nachbargemeinden zeigt | Feistritz am Wechsel |
| Aspangberg-St. Peter  | St. Corona am Wechsel                       |                      |

## Geschichte
Der Name Kirchberg ist erstmals in einer Urkunde aus dem Jahr 1232 (Kyperk) erwähnt. Auch wann der Ort zum Markt erhoben wurde, ist nicht bekannt; er wurde jedenfalls 1386 als solcher bezeichnet.
1472/73 wurde der Ort von einer Pestepidemie heimgesucht. 1713 und 1714 grassierte erneut die Pest. Die Pestsäule am Hauptplatz erinnert daran.
Die Gründung der Wolfgangskirche auf dem Gemeindegebiet um 970 geht der Sage nach auf den Heiligen Wolfgang zurück.
Die dauernde Besiedelung des Wechselgebietes erfolgte im 12. Jahrhundert. 1216 erfolgte die Grundsteinlegung des späteren Augustiner-Chorfrauenstifts durch die Herren von Kranichberg. 1404 wurde die Wolfgangskirche als Kapelle erwähnt. Zur Zeit der Ersten Wiener Türkenbelagerung (1529) wurden Ort, Kloster und Kirche niedergebrannt. Nach dem Wiederaufbau des Klosters mussten die Schwestern 1554 wegen einer Seuche flüchten. Aus dem Umstand, dass in dem Bericht ein Schulmeister erwähnt wird, ist zu schließen, dass es bereits eine Schule gab.
1656 bestätigte Kaiser Ferdinand III. in einem Wappenbrief das Marktrecht. Im folgenden Jahr wurde das Kloster umgebaut und erhielt seine heutige Gestalt.
Während der Zweiten Wiener Türkenbelagerung flüchtete die Bevölkerung Kirchbergs in die befestigten Bereiche um Kirche und Kloster, doch es kam zu keinen Brandschatzungen.
1754 bis 1756 wurde die gotische Pfarrkirche abgerissen und im Barockstil neu gebaut. Bis auf den Turmhelm, der 1829 abbrannte, ist der Bauzustand bis heute unverändert. 1782 erfolgte die Aufhebung des Klosters unter Joseph II. Im selben Jahr wurde die Weihe der Wolfgangskirche aufgehoben.
Im Zuge der Koalitionskriege kam es 1805 und erneut 1809 zu Plünderungen. 1814 und 1833 litt der Ort unter Hochwasserkatastrophen.
1850 entstanden die politischen Gemeinden Kirchberg am Wechsel, Kranichberg und Molzegg; Kranichberg wurde 1968, Molzegg 1972 zu Kirchberg eingemeindet.
Von 1859 bis 1868 wurde die Wolfgangskirche wieder aufgebaut; 1918 nach Blitzschlag ausgebrannt, wurde sie abermals restauriert. Seit 1999 nutzen Dominikanerinnen das ehemalige Chorfrauenstift als geistliches Zentrum.

### Bevölkerungsentwicklung
| Kirchberg am Wechsel: Einwohnerzahlen von 1869 bis 2025 | Kirchberg am Wechsel: Einwohnerzahlen von 1869 bis 2025 | Kirchberg am Wechsel: Einwohnerzahlen von 1869 bis 2025 | Kirchberg am Wechsel: Einwohnerzahlen von 1869 bis 2025 | Kirchberg am Wechsel: Einwohnerzahlen von 1869 bis 2025 |
| ------------------------------------------------------- | ------------------------------------------------------- | ------------------------------------------------------- | ------------------------------------------------------- | ------------------------------------------------------- |
| Jahr                                                    |                                                         |                                                         |                                                         | Einwohner                                               |
| 1869                                                    | 1869                                                    |                                                         | 2.242                                                   | 2.242                                                   |
| 1880                                                    | 1880                                                    |                                                         | 2.211                                                   | 2.211                                                   |
| 1890                                                    | 1890                                                    |                                                         | 2.264                                                   | 2.264                                                   |
| 1900                                                    | 1900                                                    |                                                         | 2.348                                                   | 2.348                                                   |
| 1910                                                    | 1910                                                    |                                                         | 2.633                                                   | 2.633                                                   |
| 1923                                                    | 1923                                                    |                                                         | 2.497                                                   | 2.497                                                   |
| 1934                                                    | 1934                                                    |                                                         | 2.639                                                   | 2.639                                                   |
| 1939                                                    | 1939                                                    |                                                         | 2.502                                                   | 2.502                                                   |
| 1951                                                    | 1951                                                    |                                                         | 2.483                                                   | 2.483                                                   |
| 1961                                                    | 1961                                                    |                                                         | 2.406                                                   | 2.406                                                   |
| 1971                                                    | 1971                                                    |                                                         | 2.365                                                   | 2.365                                                   |
| 1981                                                    | 1981                                                    |                                                         | 2.393                                                   | 2.393                                                   |
| 1991                                                    | 1991                                                    |                                                         | 2.394                                                   | 2.394                                                   |
| 2001                                                    | 2001                                                    |                                                         | 2.347                                                   | 2.347                                                   |
| 2011                                                    | 2011                                                    |                                                         | 2.353                                                   | 2.353                                                   |
| 2021                                                    | 2021                                                    |                                                         | 2.464                                                   | 2.464                                                   |
| 2025                                                    | 2025                                                    |                                                         | 2.519                                                   | 2.519                                                   |
| Quelle(n): Statistik Austria, Gebietsstand 1.1.2021     |                                                         |                                                         |                                                         |                                                         |

### Religionen
Nach den Daten der Volkszählung 2001 waren 93,9 % der Einwohner römisch-katholisch, 1,0 % evangelisch, 1,5 % Muslime, 0,7 % gehörten orthodoxen Kirchen an, 2,3 % der Bevölkerung hatten kein religiöses Bekenntnis.

## Kultur und Sehenswürdigkeiten
- Burg Kranichberg

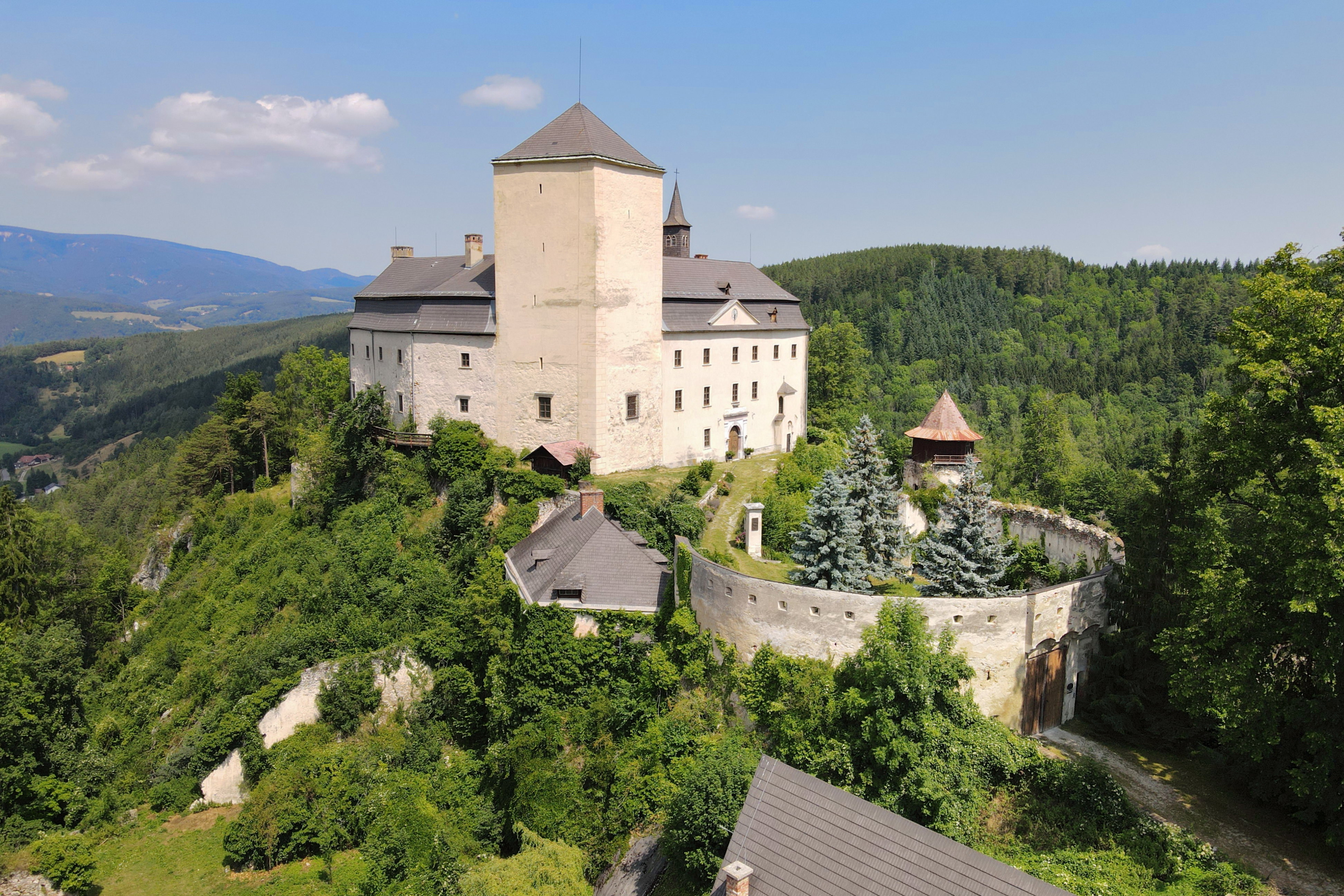
Burg Kranichberg

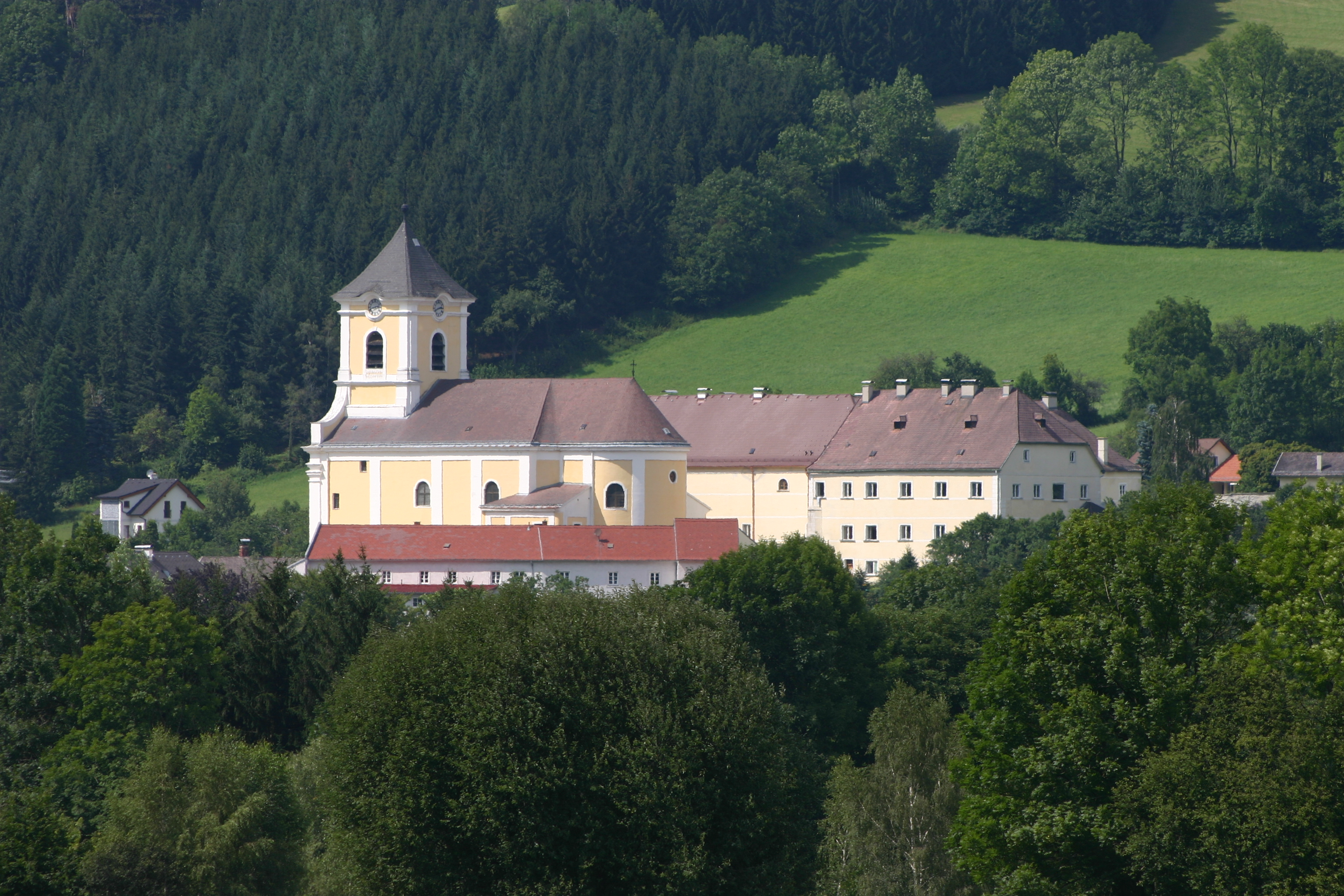
Pfarrkirche Kirchberg am Wechsel

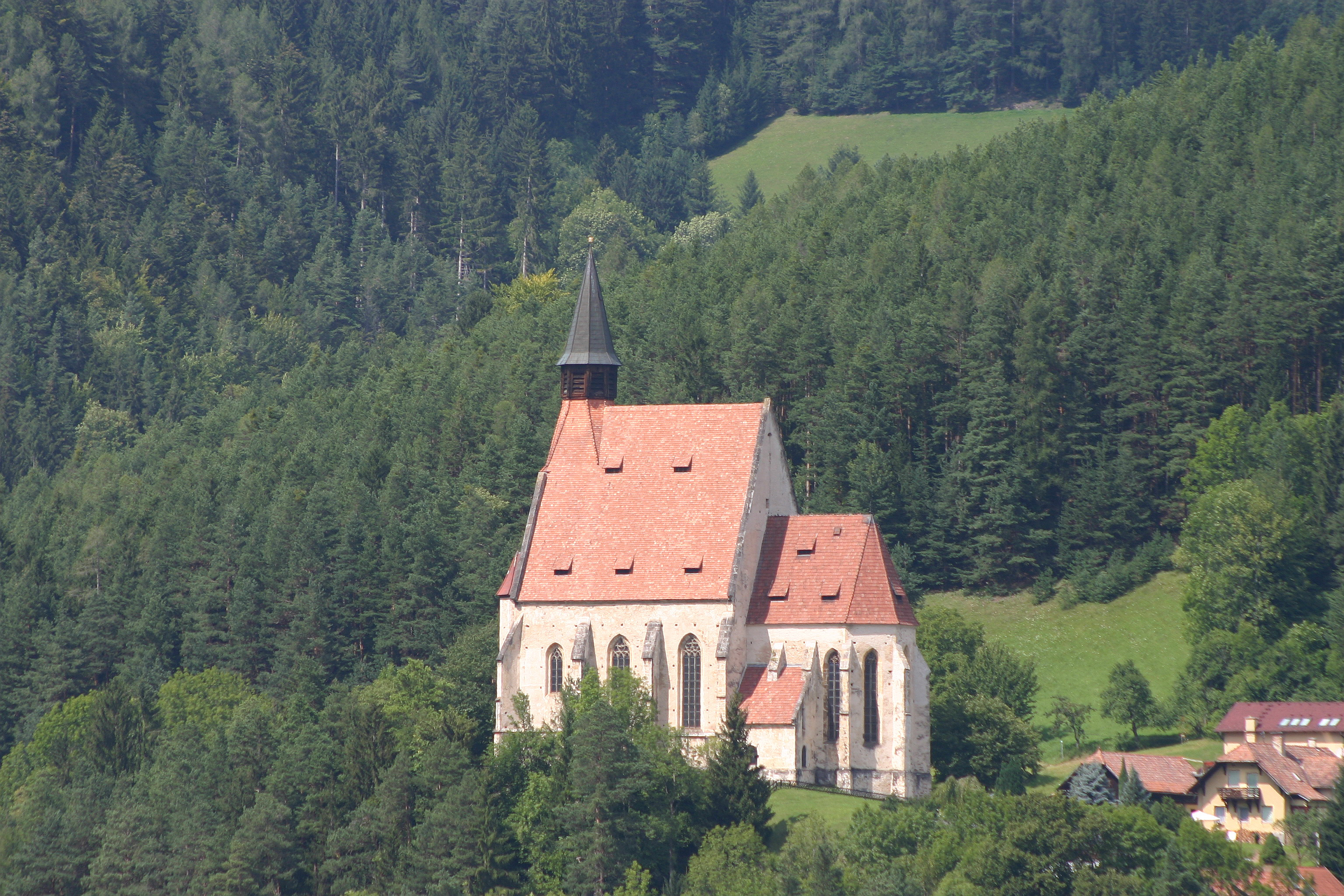
Wolfgangskirche Kirchberg am Wechsel

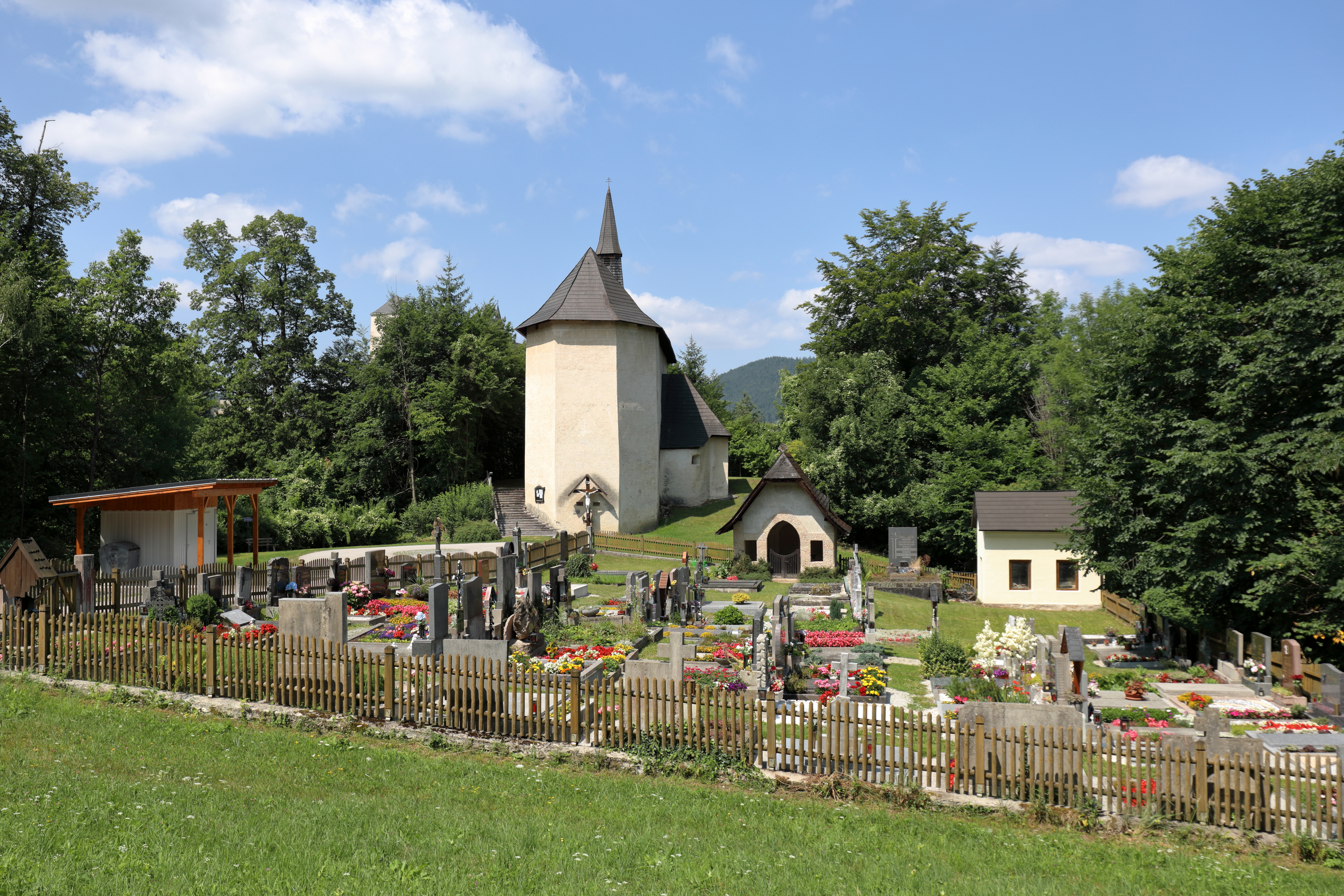
Pfarrkirche Kranichberg mit Friedhof

- Katholische Pfarrkirche hll. Philipp und Christophorus in Kranichberg
- Die katholische Pfarrkirche Kirchberg am Wechsel hl. Jakobus der Ältere bildet mit dem Kloster Kirchberg am Wechsel und dem Pfarrhof Kirchberg am Wechsel ein Bauensemble
- Mariensäule Kirchberg am Wechsel
- Katholische Filialkirche hl. Wolfgang
- Kalvarienberg Kirchberg am Wechsel
- die nach Ottokar Kernstock benannte Kernstockwarte, hölzerne Aussichtswarte auf dem Wolfenkogel
- Hermannshöhle, größte Tropfsteinhöhle in Niederösterreich
- Naturdenkmal 1000-jährige Linde
- Friedhofskirche
- Kapellen und Wegkreuze

Regelmäßige Veranstaltungen
- International Wittgenstein-Symposium: ein internationales Symposium, das sich der Philosophie Ludwig Wittgensteins und seiner Beziehung zur Wissenschaft widmet. Es findet seit 1976 jährlich im Sommer (in der ersten August-Hälfte) in Kirchberg am Wechsel statt. Das Symposium veranstaltet die Österreichische Ludwig Wittgenstein Gesellschaft.[3]

## Wirtschaft und Infrastruktur
Nichtlandwirtschaftliche Arbeitsstätten gab es im Jahr 2001 104, land- und forstwirtschaftliche Betriebe nach der Erhebung 1999 138. Die Zahl der Erwerbstätigen am Wohnort betrug nach der Volkszählung 2001 1069. Die Erwerbsquote lag 2001 bei 47,2 Prozent.
Der Sommertourismus spielt mit rund 36.000 Übernachtungen im Jahr eine wichtige Rolle, die stärksten Monate sind Juni, Juli und August (Stand 2019). Kirchberg hat aber auch zwei familienfreundliche Schilifte.

### Schulen
- Volksschule Kirchberg am Wechsel (Markt 300)
- Neue Mittelschule Kirchberg am Wechsel (Markt 106)
- Gemeindeverband der Musikschule Kirchberg am Wechsel (Markt 300)
- Gymnasium und Realgymnasium Sachsenbrunn der Erzdiözese Wien[5]

### Vereine
Vereine haben in Kirchberg am Wechsel eine lange Tradition. Derzeit sind folgende Vereine aktiv:
- Freiwillige Feuerwehr Kirchberg am Wechsel (Gründung 1873)
- Musikverein Kirchberg am Wechsel (Gründung 1876)
- Raiffeisenkasse Kirchberg am Wechsel (Reg. Genossenschaft m.b.H.; Gründung 1895)
- Österreichischer Kameradschaftsbund, Ortsverband Kirchberg am Wechsel (Gründung 1904)
- Wald- und Weidegenossenschaft Molzegg (Reg. Gen. m.b.H.; Gründung 1929)
- NÖ Imkerbund, Ortsgruppe Kirchberg am Wechsel (Gründung 1938)
- Ortsgruppe Kirchberg am Wechsel und Umgebung des Kriegsopfer- und Behindertenverbandes für Wien, Nö und Burgenland (Gründung 1946)
- Union-Sportverein Raiffeisen Kirchberg am Wechsel (Gründung 1947)
- Elternverein der Volks-, Haupt- und Sonderschule Kirchberg (Gründung 1953)
- Nö Pfadfinder, Gruppe Kirchberg am Wechsel (Gründung 1971)
- Freunde der Wolfgangskirche (Gründung 1971)
- Tourismusverein Kirchberg am Wechsel (Gründung 1972)
- Österreichische Ludwig Wittgenstein Gesellschaft (Gründung 1974)
- Erster Kirchberger Tennisclub (Gründung 1979)
- Schachklub Kirchberg am Wechsel (Gründung 1980)
- Radclub RC Drahtesel Kirchberg (Gründung 1983)
- Landjugend (Gründung 1984)
- Union Schützenverein (Gründung 1987)
- Volkstanzgruppe Kirchberg am Wechsel (Gründung 1991)
- Kirchberger Verein für Gemeindeentwicklung und Dorferneuerung (Gründung 1992)

## Politik

### Gemeinderat
Der Gemeinderat besteht aus insgesamt 21 Mitgliedern. Nach den Gemeinderatswahlen hatte der Gemeinderat folgende Verteilungen:
- 1990: 14 ÖVP, 5 SPÖ und 1 FPÖ
- 1995: 15 ÖVP, 3 SPÖ und 3 FPÖ[6]
- 2000: 13 ÖVP, 4 SPÖ und 4 FPÖ[7]
- 2005: 15 ÖVP, 5 SPÖ und 1 FPÖ[8]
- 2010: 14 ÖVP, 4 SPÖ und 3 FPÖ[9]
- 2015: 15 ÖVP, 4 SPÖ und 2 FPÖ[10]
- 2020: 17 ÖVP, 3 SPÖ und 1 FPÖ[11]
- Nach den Gemeinderatswahlen in Niederösterreich 2025 hat der Gemeinderat folgende Verteilung: 14 ÖVP, 5 FPÖ und 2 SPÖ[12]

### Bürgermeister
- Sebastian Paß (ÖVP)[13]

## Persönlichkeiten
Ehrenbürger der Gemeinde

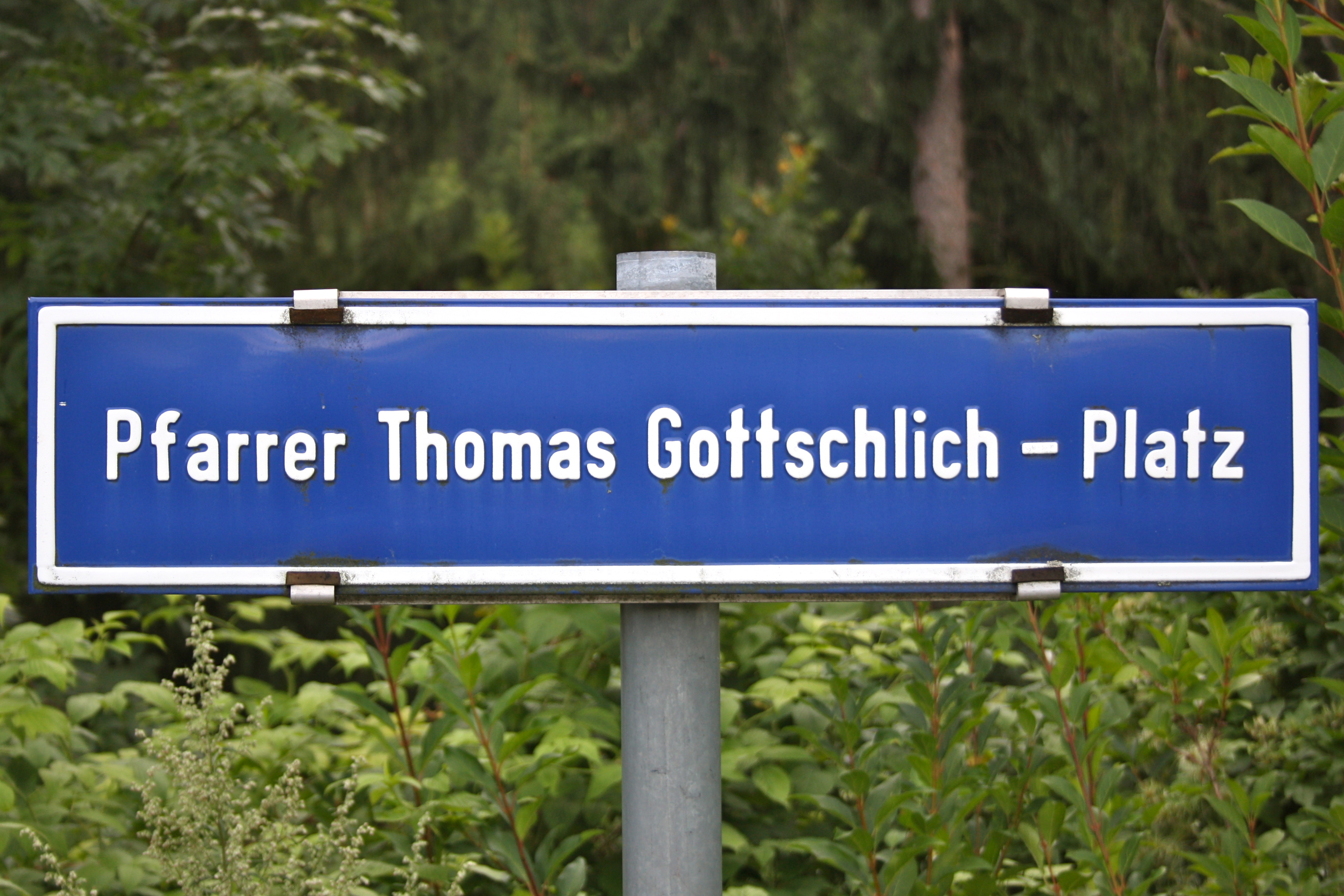
Nach dem Ehrenbürger Pfarrer Thomas Gottschlich ist ein Platz in Kranichberg benannt.

- Thomas Gottschlich (1904–1989), Pfarrer in Kranichberg
- Lorenz Köck (* 1930), Unternehmer

Söhne und Töchter der Gemeinde
- Isidor Harsieber (1891–1964), Landwirt, Politiker und Abgeordneter zum Landtag von Niederösterreich
- Norbert Burger (1929–1992), rechtsextremer und deutschnationaler Politiker
- Andreas Donhauser (* 1960), Szenenbildner, Bühnenbildner und Kostümbildner
- Johannes Ditz (* 1951), Politiker (ÖVP) und Manager, Wirtschaftsminister
- Johann Köteles (* 1930), Politiker (SPÖ) und Gewerkschaftssekretär
- Florian Kuntner (1933–1994), Weihbischof der Erzdiözese Wien
- Adolf Schmid von Schmidsfelden (1859–1917), Industrieller
- Kunibert Zinner  (1906–1990), Bildhauer und Komponist

Personen mit Bezug zur Gemeinde
- Ignaz Edler von Mitis (1771–1842), Techniker und Chemiker, Chemiefabrikant in Kirchberg am Wechsel
- Hans Müller (* 1943), Geschäftsleiter und Politiker, Mitglied des Gemeinderats von Kirchberg am Wechsel
- Friedrich Gustav Piffl (1864–1932), Erzbischof der Erzdiözese Wien, wurde am Friedhof in Kranichberg begraben
- Johann Preyer (1805–1888), Schriftsteller und Bürgermeister von Timișoara, lebte von 1876 bis zu seinem Tod in Kirchberg am Wechsel
- Edmund Tauchner (* 1956), Rauchfangkehrer und Politiker, Mitglied des Gemeinderats von Kirchberg am Wechsel

## Literatur

Kirchberg (Mitte oben) um 1873 (Aufnahmeblatt der Landesaufnahme)